# У космосі почуттів не буває
«У космосі почуттів не буває» (швед. I rymden finns inga känslor; англ. Simple Simon — Просто Саймон) — стрічка 2010 року, яка була висунута Швецією на здобуття премії «Оскар» у категорії «Найкращий фільм іноземною мовою», але не потрапила в остаточний список.

## Сюжет
18-річним Саймоном із синдромом Аспергера опікуються брат Сем і братова подружка Фріда. Саймон дотримується певного розпорядку дня, а будь-які зміни у ньому викликають стрес. Він працює за спеціальною програмою для людей з вадами розумового розвитку, прибираючи спортивні майданчики, узбіччя доріг. Повсякденний графік Саймона впливає також на життя співмешканців. У кризові моменти хлопець ховається від світу у великій каструлі та уявляє себе в космосі, де все передбачувано. Це дратує Фріду та Сема. Терпець дівчини уривається, коли Саймон перервав її секс із Семом, щоб попросити туалетний папір. Вона йде.
Після роботи Саймон повертається додому. Невдовзі приходить Сем і вирішує замовити піцу. Це засмучує Саймона. Новина про Фріду ще більше погіршує ситуацію. Критику Сема на її адресу Саймон сприймає буквально, тому просить дівчину повернутися і змінити свої звички. Фріда не погоджується, а радить знайти нову дівчину, що і намагається зробити Саймон. Він складає список смаків і звичок брата та починає пошуки, хоча й гадки не має як працює кохання. На вулиці він ставить 13 запитань випадковим жінкам. Коли він знаходить ту саму, яка відповідає на всі запитання правильно, він дізнається особисті дані дівчини та робить її фотографію. Сем бачить список кандидаток, але відкидає його. Він вважає, що бути з дівчиною, яка точно відповідає його звичкам, нудно.

## У ролях
| Актор               | Роль      |
| ------------------- | --------- |
| Білл Скашгорд       | Саймон    |
| Мартін Вальстрьом   | Сем       |
| Сесилія Форсс       | Дженніфер |
| Софі Гамільтон      | Фріда     |
| Сюзанн Торсон       | Йонна     |
| Крістоффер Берглунд | Петер     |
| Лотта Тейле         | мама      |
| Інгмар Вірта        | батько    |
| Джиммі Едлунд       | Бйорн     |
| Петра Нюландер      | Ліза      |

## Створення фільму

### Виробництво
Зйомки фільму проходили в з березня по вересень 2009 у містах комун Соллефтео, Крамфорс, а також Сундсваллі.

### Знімальна група
- Кінорежисер — Андреас Еманн
- Сценарист — Андреас Еманн, Джонатан Себерг
- Кінопродюсер — Джонатан Себерг, Бонні Скуг
- Композитор — Йозеф Туульсе
- Кінооператор — Ніклас Йоганссон
- Кіномонтаж — Мікаель Йоганссон, Андреас Еманн
- Художник-постановник — Сандра Ліндгрен[4]

## Сприйняття

### Критика
Фільм отримав схвальні відгуки. На сайті Rotten Tomatoes оцінка стрічки становить 78 % від глядачів із середньою оцінкою 3,8/5 (369 голосів). Фільму зарахований «попкорн» від глядачів, Internet Movie Database — 7,1/10 (7 772 голоси).

### Номінації та нагороди
| Нагороди та номінації фільму «У космосі почуттів не буває» | Нагороди та номінації фільму «У космосі почуттів не буває» | Нагороди та номінації фільму «У космосі почуттів не буває» | Нагороди та номінації фільму «У космосі почуттів не буває» | Нагороди та номінації фільму «У космосі почуттів не буває» | Нагороди та номінації фільму «У космосі почуттів не буває» |
| Рік                                                        | Кінофестиваль/кінопремія                                   | Категорія/нагорода                                         | Номінант                                                   | Результат                                                  |                                                            |
| ---------------------------------------------------------- | ---------------------------------------------------------- | ---------------------------------------------------------- | ---------------------------------------------------------- | ---------------------------------------------------------- | ---------------------------------------------------------- |
| 2010                                                       | Гетеборзький кінофестиваль                                 | Нагорода глядачів                                          | Андреас Еманн                                              | Перемога                                                   |                                                            |
| 2011                                                       | «Золотий жук»                                              | Найкраща жіноча роль другого плану                         | Сесилія Форсс                                              | Номінація                                                  |                                                            |
| 2011                                                       | «Золотий жук»                                              | Найкращий фільм                                            | Джонатан Себерг, Бонні Скуг                                | Номінація                                                  |                                                            |
| 2011                                                       | «Золотий жук»                                              | Найкращий сценарій                                         | Андреас Еманн, Джонатан Себерг                             | Номінація                                                  |                                                            |
| 2011                                                       | «Золотий жук»                                              | Найкращий актор                                            | Білл Скашгорд                                              | Номінація                                                  |                                                            |
| 2011                                                       | Гетеборзький кінофестиваль                                 | Нагорода міста Гетеборг                                    | Андреас Еманн                                              | Перемога                                                   |                                                            |
| 2011                                                       | Одеський міжнародний кінофестиваль                         | «Золотий Дюк»                                              | Андреас Еманн                                              | Номінація                                                  |                                                            |
| 2011                                                       | Міжнародний кінофестиваль у Палм-Спрінгз                   | Нагорода глядачів                                          | Андреас Еманн                                              | Номінація                                                  |                                                            |
| 2011                                                       | Міжнародний кінофестиваль у Санта-Барбарі                  | Найкращий іноземний фільм                                  | Андреас Еманн                                              | Номінація                                                  |                                                            |
| 2011                                                       | «Молодий актор»                                            | Найкращий молодий актор в іноземному фільмі                | Білл Скашгорд                                              | Номінація                                                  |                                                            |